# Hospital Universitario Insular de Gran Canaria
El Hospital Universitario Insular de Gran Canaria es un centro hospitalario de alcance general. El Complejo Hospitalario Materno-Insular de Gran Canaria está conformado por el Hospital Universitario Insular de Gran Canaria y el Hospital Universitario Materno Infantil de Canarias. El complejo es, junto con el Hospital Universitario de Gran Canaria Doctor Negrín, uno de los dos hospitales generales de la isla de Gran Canaria (Canarias, España). Se encuentra ubicado en la ciudad de Las Palmas de Gran Canaria, capital de la isla de Gran Canaria (Islas Canarias, España). Atiende a la población del área sur y este de Gran Canaria y es hospital de referencia para la isla de Fuerteventura. El complejo se levanta en una parcela cercana a la entrada sur de la ciudad, en el margen de la Avenida Marítima y con vistas al mar, lo cual facilita un acceso rápido desde la red principal de circulación de la urbe y permite conseguir las condiciones de tranquilidad necesarias para la asistencia médica. 
El hospital cuenta con 718 camas y una superficie construida de 89.162 m², y está gestionado por el Gobierno de Canarias a través del Servicio Canario de Salud. Es el hospital de referencia para toda la provincia de Las Palmas en la especialidad de Trasplante Renal y también es el hospital de referencia para toda Canarias en la especialidad de lesiones medulares o trasplante coclear, entre otras especialidades.

## Reseña histórica
En 1968, debido a la explosión demográfica y a la necesidad de aquellos años, se aprueba por el Cabildo Insular de Gran Canaria la construcción de un nuevo centro hospitalario. La primera edificación se alzó sobre una superficie de 6.000 metros cuadrados. El número de camas era de 460 y el presupuesto total de la obra ascendió a 390 millones de pesetas. 
La plantilla inicial estaba formada por los trabajadores del antiguo Hospital de Agudos del Cabildo Insular y del Hospital de San Martín. Fue allí donde se concibió la puesta en marcha del nuevo Hospital. El coordinador de aquel grupo de trabajo fue Cayetano Guerra Alemán, quien fue primer director-gerente del Hospital Insular.
El 13 de febrero de 1971 se inaugura el Hospital Insular. Tras la realización de sucesivos concursos-oposiciones se cubren las plazas de personal. Por aquel entonces, el hospital contaba con una plantilla inicial de 509 trabajadores. A mediados de septiembre del año 1971 se comienzan a trasladar los pacientes desde el Hospital de San Martín y es a partir de esa fecha cuando el Insular inicia su actividad asistencial.

### Fechas históricas del hospital
- 6 de diciembre de 1968: Los miembros del Cabildo Insular de Gran Canaria, reunidos en sesión plenaria aprueban el proyecto de construcción del Hospital Insular.
- 24 de febrero de 1969: Colocación de la primera piedra.
- 20 de septiembre de 1971: Primer ingreso en el Hospital. Un varón de 61 años con diagnóstico de pleuritis serofribinosa.
- 28 de septiembre de 1971: Primera intervención quirúrgica.
- 28 de septiembre de 1971: Primer parto. Varón de 3.400 gramos de peso.
- 28 de junio de 1972: Se firma el primer concierto con el Instituto Nacional de Previsión.
- 28 de mayo de 1973: La Universidad de La Laguna autoriza que los alumnos de sexto curso de Medicina puedan realizar el curso rotatorio en el Hospital Insular.
- 31 de diciembre de 1988: Firma del Convenio de Gestión con el INSALUD.
- 1 de enero de 1989: El INSALUD asume la gestión del Hospital dentro de un marco de área de salud única, que integraba a todos los centros públicos de la red.
- Septiembre de 1989: Creación de la 'Unidad Metabólica Ósea.
- 1990: Se desdobla la atención sanitaria en dos áreas (hasta entonces estaba centralizada), creándose el Complejo Hospitalario Materno Insular, apoyado por centros periféricos extrahospitalarios.
- 1992: Puesta en marcha de la Unidad de Hipoacusia. Unidad de referencia para Canarias a partir del año 1997.
- 11 de marzo de 1994: Transferencias sanitarias del Estado español al Gobierno Autónomo de Canarias.
- 31 de marzo de 1995: Acuerdo en un pleno del Cabildo Insular para ceder un solar con vistas a la futura ampliación del Hospital Insular.
- 1997: Puesta en marcha de la Unidad de Referencia para Canarias de Enfermedades Infecciosas y Medicina Tropical.
- 1997: Los Hospitales Materno Infantil e Insular adquieren la condición de hospitales universitarios en las áreas de Ciencias de la Salud.
- 17 de noviembre de 2000: Creación de la Unidad de Referencia para Canarias de Lesionados Medulares.

Desde el año 1996, el Hospital Universitario Insular de Gran Canaria está inmerso en un proceso de ampliación y remodelación general de sus instalaciones. En 2006 la plantilla del centro ascendía a 2.727 profesionales.

## Área de influencia
El centro hospitalario atiende a toda la población de la zona sur de la isla de Gran Canaria y a la población de referencia de la isla de Fuerteventura.
| Isla de Gran Canaria (Zona básica de Salud) Población atendida: 352.217 personas                                                                | Isla de Fuerteventura (Hospital de referencia) Población atendida: 42.938 personas |
| --- | ---------------------------------------------------------------------------------- |
| Las Palmas de Gran Canaria (cono sur) Telde Valsequillo de Gran Canaria Ingenio Agüimes Santa Lucía de Tirajana San Bartolomé de Tirajana Mogán | Antigua Betancuria La Oliva Pájara Puerto del Rosario Tuineje                      |

Los municipios del sur de la isla demandan desde hace años un hospital propio para la zona debido al amplio crecimiento poblacional.

## Servicios y especialidades
| - Alergología - Anatomía patológica - Anestesiologia, Reanimación y Terapéutica del Dolor - Bioquímica Clínica - Cardiología - Dermatología - Digestivo - Endocrinología - Hematología - Medicina Interna - Medicina Nuclear - Nefrología - Neumología - Neurofisiología - Neurología - Oncología - Psiquiatría | - Reumatología - Unidad de Desintoxicación - Unidad de Enfermedades Infecciosas y Medicina Tropical - Cirugía General - Cirugía oral, Maxilofacial y Estomatología - Cirugía mayor ambulatoria - Cirugía plástica - Cirugía torácica - Cirugía cardiovascular - Neurocirugía - Oftalmología - Otorrinolaringología - Rehabilitación | - Cirugía Ortopédica y Traumatología - Unidad de Cuidados Paliativos - Unidad de Cuidados Intensivos - Unidad de Lesionados Medulares - Urología - Unidad de Hipoacusia - Anestesiología - Radiología - Servicio de Urgencias - Laboratorios clínicos - Medicina Preventiva - Hospitalización a domicilio |